# Espodumena
La espodumena es un aluminosilicato de litio del grupo de los piroxenos. Su composición química es en un 64,5% SiO2, un 27,4%  Al2O3, y un 8,1% Li2O. Su nombre proviene del griego spodos = ceniza (d'Andrade, 1800). Se puede confundir con la escapolita y la amatista de las que se diferencia en la densidad y a través de rayos X.
Su génesis es a través de pegmatitas; y suele aparecer junto a (paragénesis) lepidolitas, cuarzos, berilos y turmalinas. Tiene dos variedades la kuncita (rosa) y la hidenita (verde), que se aprovechan como piedras preciosas. Es un mineral luminiscente y la luz que emite es de color amarillo, crema o naranja.
La espodumena fue descrita por primera vez en 1800 por una ocurrencia en la localidad tipo en Utö, Södermanland, Suecia. Fue descubierto por el naturalista brasileño José Bonifacio de Andrada e Silva. El nombre deriva del griego spodumenos (σποδυμενος), que significa 'quemado a cenizas', debido a la apariencia opaca, gris ceniza del material refinado para su uso en la industria.

## Usos y yacimientos explotados
Su importancia económica reside en su aprovechamiento como fuente de litio, y también en ocasiones se usa como piedra fina. Los yacimientos de este mineral son bastante raros, y se pueden encontrar en Australia, Peterhead (Escocia), Killiney (Irlanda), isla Utö (Suecia), Madagascar, Bikita (Zimbabue), Brasil y diversos puntos de los Estados Unidos de América.